# RUS
Rugbyende Utrechtse Studenten (RUS), voorheen SCRUM, is een dames studentenrugbyvereniging. Officieel opgericht op 18 september 1985 is zij de eerste damesrugbyvereniging in Nederland, gevestigd op het Studenten Sport Complex Olympos te Utrecht. RUS is voornamelijk een club voor studenten die studeren aan de Universiteit Utrecht, de Hogeschool Utrecht en de Hogeschool voor de Kunsten Utrecht.

## Teams
RUS speelt onder begeleiding van hoofdcoach Sylke Haverkorn met twee teams in de Nederlandse rugby union competitie.

### RUS1
Het eerste team, RUS 1, speelt vanaf de oprichting in 1986 mee in de ereklasse van het Nederlandse rugby. In clusterde RUS van 2003 tot en met 2006 samen met URC, met dit team werden ze in het seizoen 2004-2005 landskampioen. Met haar eigen team werd RUS 1 vijf keer landskampioen. In waren in de seizoenen 2011-2012, 2012-2013, 2013-2014, 2014-2015 en 2015-2016. In 2016 won RUS de Sportploeg van het jaar in Utrecht.

### RUS 2
Het tweede team, opgericht in 2010, speelt huidig in de derde klasse van het Nederlands damesrugby.